# Anderson Sebastião Cardoso
Anderson Sebastião Cardoso, detto Chicão (Mogi Guaçu, 3 giugno 1981), è un ex calciatore brasiliano, di ruolo difensore.

## Carriera

### Club
Iniziò la carriera nel Mogi Mirim (dal 2000 al 2003); successivamente giocò per Portuguesa Santista (2003 e 2004), América (2004 e 2005), Juventude (2006) e Figueirense (2006 e 2007).
Proprio col Figueirense, vinse il Campionato Catarinense 2006 diventando il capitano e il tiratore dei calci piazzati.
Messo sotto contratto dal Corinthians per il Campionato Paulista 2008, disputando anche il vittorioso campionato di Série B, giungendo anche in finale in Copa do Brasil 2008, perdendo. Durante il Campionato Paulista 2009 è stato uno dei migliori realizzatori del campionato, nonostante il suo ruolo di difensore.

## Palmarès

### Competizioni statali
- Campionato Catarinense: 1

Figueirense: 2006
- Campionato paulista: 1

Corinthians: 2009

### Competizioni nazionali
- Campionato brasiliano di seconda divisione: 1

Corinthians: 2008
- Coppa del Brasile: 1

Corinthians: 2009
- Campionato brasiliano: 1

Corinthians: 2011

### Competizioni internazionali
- Coppa Libertadores: 1

Corinthias: 2012
- Coppa del mondo per club: 1

Corinthians: 2012
- Recopa Sudamericana: 1

Corinthians: 2013